# Passiflora palenquensis
Passiflora palenquensis je biljka iz porodice Passifloraceae.
Blisko su joj srodne Passiflora montana, Passiflora deltoifolia i Passiflora pergrandis.
Blisko je srodna Passiflora seemannii, koja ima dvije druge bliske vrste. Passiflora palenquensis je ograničena na niske visine, pa obično raste u planinskom podnožju. Također je srodna Passiflora montana koja je druga od četiriju relativno novih vrsta podrijetlom iz Ekvadora.